# Berthold II. (Andechs)
Berthold II. (Berthold IV., Berchtold, Bertholf; † 27. Juni 1151) aus dem Hause der Grafen von Andechs war Graf von Dießen-Andechs-Plassenburg-Kulmbach in Bayern und Vogt von Benediktbeuern.

## Leben und Wirken

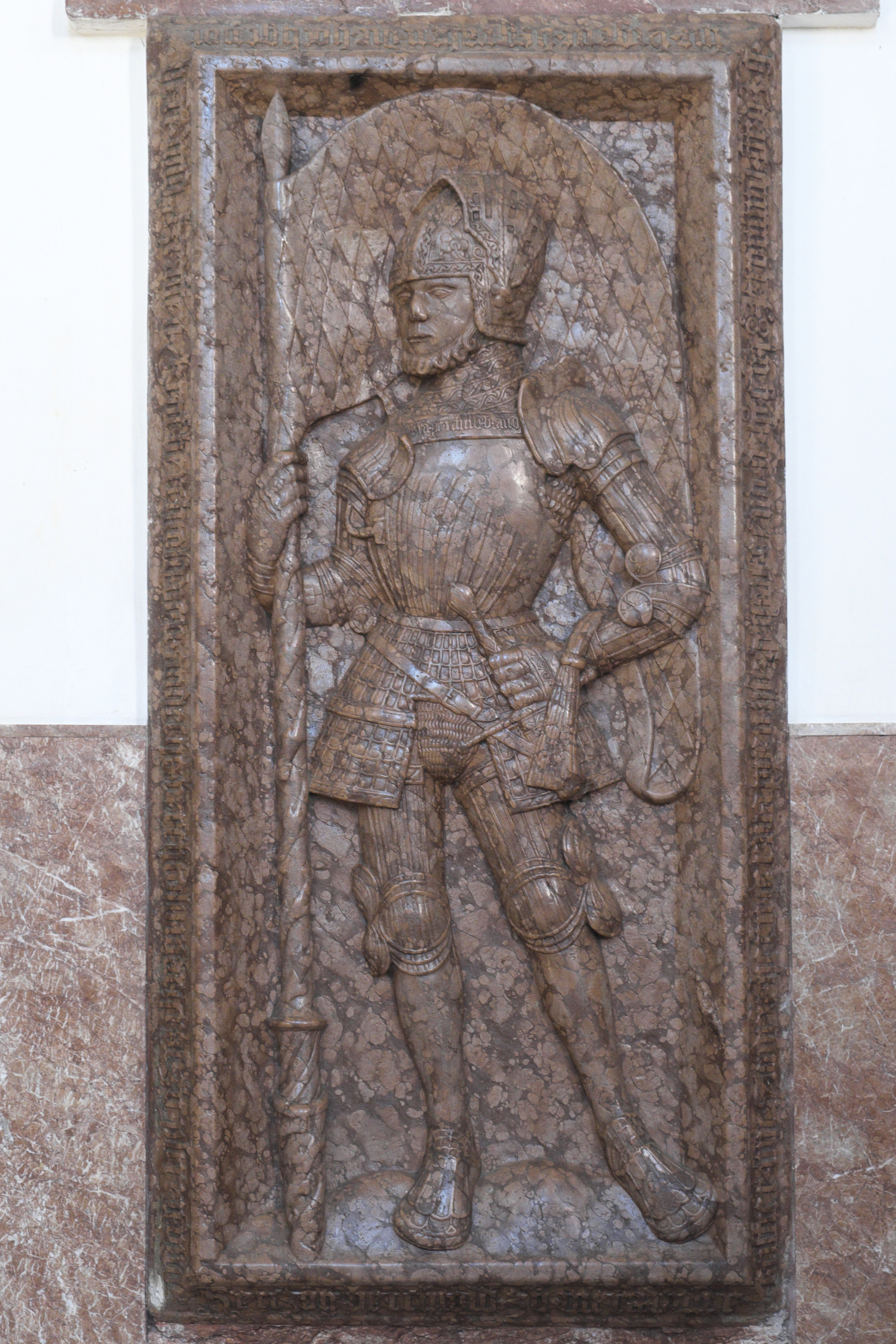
Deckplatte des Stiftergrabs und Relief Berthold II., Marienmünster Dießen

Er war wohl ein Sohn des Grafen Arnold von Dießen († 1098) und der Gisela von Schweinfurt, Tochter Herzog Ottos III.
Berthold erbte von seinem Vater die um den Ammersee und den Starnberger See gelegenen Güter und offenbar auch den oberfränkischen Besitz. Er konnte, spätestens 1120, die Nachfolge der gräflichen Sigimare, Vögte von Benediktbeuern, antreten und dadurch seinen Einfluss wesentlich verstärken. Er kümmerte sich auch um sein Hauskloster Dießen, das er mitbegründet hatte (Vogtei 1130 belegt), und hatte Beziehungen zu Admont, wohin er anlässlich des Eintritts seiner Tochter Kunigunde 15 Hufen in Moosburg/Kärnten übergab.
Graf Berthold dürfte auch gleich nach 1100 auf dem Andechser Berg den neuen Stammsitz der Familie geschaffen haben. Die Plassenburg (nördlich von Bayreuth) wiederum dürfte spätestens zu Beginn der 1130er Jahre errichtet worden sein („Grafen von Plassenburg“ ab 1137). In diese Zeit dürfte auch die Gründung von Kulmbach gefallen sein, das am Fuße des Berges liegt und ab 1174 in den Quellen auftaucht.
Die Heirat mit Sophie († 1132), Tochter des Markgrafen Poppo II. von Istrien († 1103) aus dem Hause Weimar-Orlamünde, brachte erstmals Besitz südöstlich der Alpen und weiteres Ansehen ein. Sophie war königlichen Geblüts: Ihre Großmutter väterlicherseits war Sophia, Tochter König Belas von Ungarn aus dem Hause der Arpaden. Der Tod von Sophies Bruder, Markgraf Poppo III. von Istrien nach 1141 erlaubte Berthold, sich neben den Spanheimern und Bogenern den Großteil seines Erbes zu sichern; damit wurde die Basis für die Besitzungen in Krain, der Untersteiermark und Kärnten gelegt (1143/47 Graf von Stein/Kamnik).
Ab 1140 hielt sich Berthold quasi als Stammgast am Hofe König Konrads III. auf; vermutlich ging es um die Konflikte der Andechser mit den Bamberger Bischöfen, die sich in ihrer weltlichen Herrschaft in Oberfranken bedroht sahen.

## Familie
Berthold war in erster Ehe verheiratet mit Sophie von Istrien, Tochter des Markgrafen Poppo II. von Istrien († 1103) aus dem Hause Weimar-Orlamünde, in zweiter Ehe mit Kunigunde, Tochter des Grafen Ekbert II. von Formbach-Pitten, Erbin von Formbach.
Kinder aus erster Ehe:
- Poppo († 1148)
- Berthold III. († 1188)
- Otto VI. († 1196), Bischof von Brixen 1165–1170 und Bischof von Bamberg 1177–1196
- Gisela († nach 1150), ⚭ Diepold II. († 1160/65), Graf von Berg-Schelklingen

Kinder aus zweiter Ehe:
- Mathilde († 1160), Äbtissin von Edelstetten
- Euphemia († 1180), Äbtissin von Altomünster
- Kunigunde († um 1139), Nonne in Admont